# Martín García García

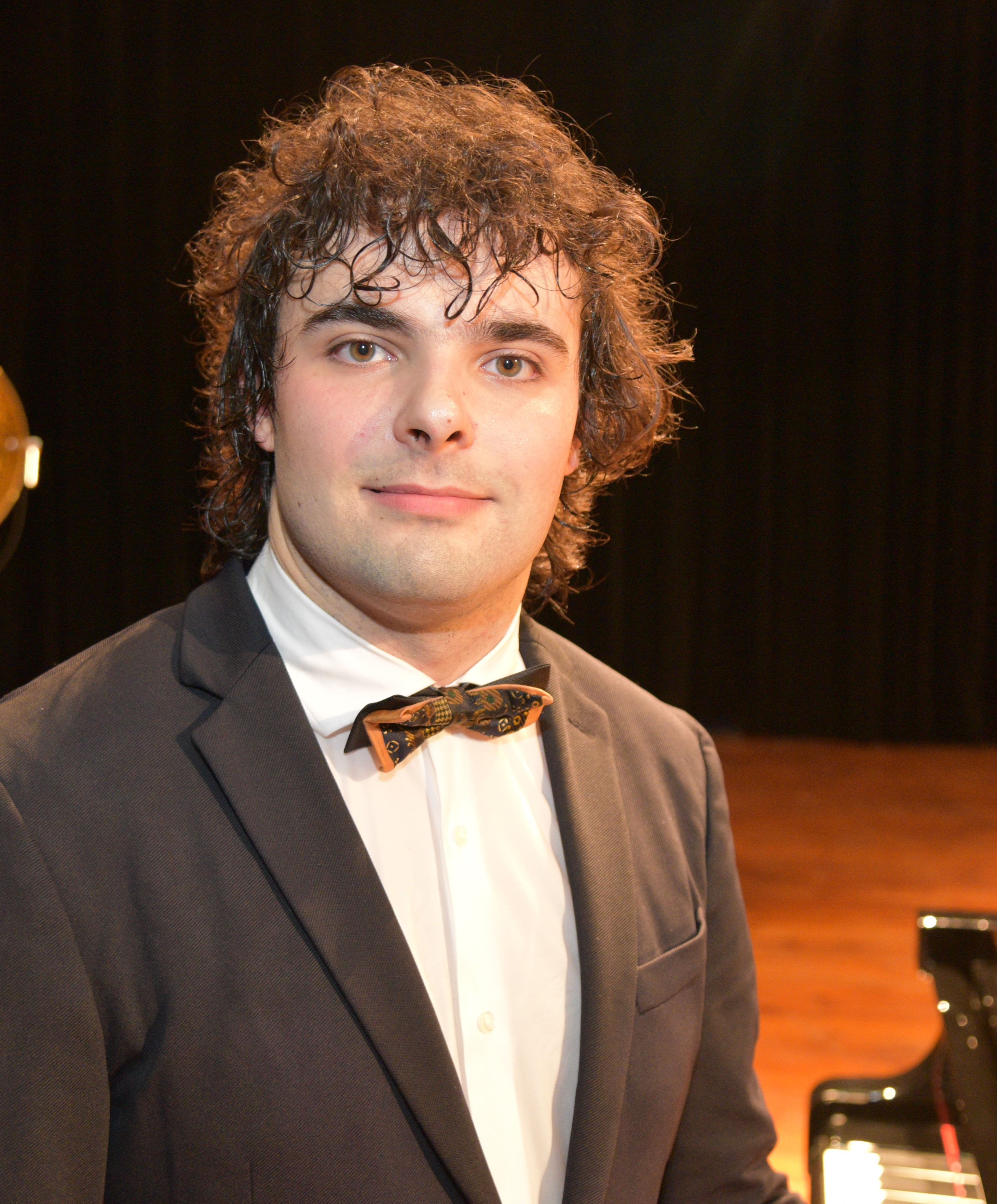
Martín García García, 2022

Martín García García (geboren  3. Dezember 1996 in Gijón) ist ein spanischer Pianist. 

## Künstlerische Laufbahn
Im Alter von fünf Jahren nahm Martín García García seinen ersten Klavierunterricht, zunächst bei Natalia Mazoun und später an der Musikschule Tchaikovsky in Gijón. Ab 2010 nahm er Unterricht bei Galina Eguiazarova. Von 2013 bis 2019 studierte er an der Hochschule für Musik Reina Sofía in Madrid mit dem Abschluss als graduierter Musiker. Seine Studien wurden unterstützt durch Stipendien der Stiftung Cristina Masaveu Peterson und der Stadt Madrid. Von der Königin Sofía wurde er als bester Student des Lehrstuhls ausgezeichnet. Ein Studium bei Jerome Rose an der Mannes School of Music in New York schloss er als Master im Fach Klavier ab.
Seitdem gab er Konzerte mit einer Vielzahl renommierter Orchester, darunter die Hamburger Symphoniker, die Warschauer Philharmonie, das Orquesta Nacional de España, das Orquestra Simfònica de Barcelona i Nacional de Catalunya, die Sinfonia Varsovia, das Tokyo Philharmonic Orchestra, das NHK Symphony Orchestra, das Seoul Philharmonic Orchestra, das Orquesta de Brasilia und das Litauische Nationalorchester. Bekannte Dirigenten wie Michail Pletnjow, Wassili Petrenko und Andrei Boreiko leiteten seine Orchestervorträge.
Kammermusikalisch trat er als Mitglied des Trío Nielsen, des Grupo Albéniz de Prosegur und des Trío Mozart de Deloitte auf.
In der Saison 2024/2025 bestritt er seine sechste Konzerttournee in Japan. An seinen Tourneen in Japan nahmen jeweils insgesamt bis zu 25.000 Besuchern teil. Außerdem gab er Konzerte in Korea, Taiwan, Malaysia und Kolumbien. In Deutschland gab er Konzerte in Rostock, beim Rheingau Musikfestival und in Köln.

## Auszeichnungen
- 2005: Erster Preis beim Wettbewerb Compositores de España[6]
- 2005: Zweiter Preis beim internationalen Wettbewerb Anna Artobolewskaja[6]
- 2006: Erster Preis beim Wettbewerb Antón García Abril[6]
- 2006: Erster Preis beim Wettbewerb Santa Cecilia[6]
- 2008: Erster Preis beim Wettbewerb der Stadt San Sebastián[6]
- 2008: Erster Preis beim Wettbewerb der Infantin Cristina[6]
- 2008: Erster Preis beim internationalen Musikwettbewerb für Kinder des Rotary-Clubs von Russland[6]
- 2021: Sieger beim internationalen Klavierwettbewerb von Cleveland[6]
- 2021: Dritter Platz beim internationalen Klavierwettbewerb Frédéric Chopin[5][7]
- 2021: Sonderpreis des Warschauer Philharmonischen Nationalorchesters für die beste Konzertdarbietung[5]
- 2022: Sir-Jeffrey-Tate-Preis der Symphoniker Hamburg[4]